# 卡拉代尼茲埃雷利

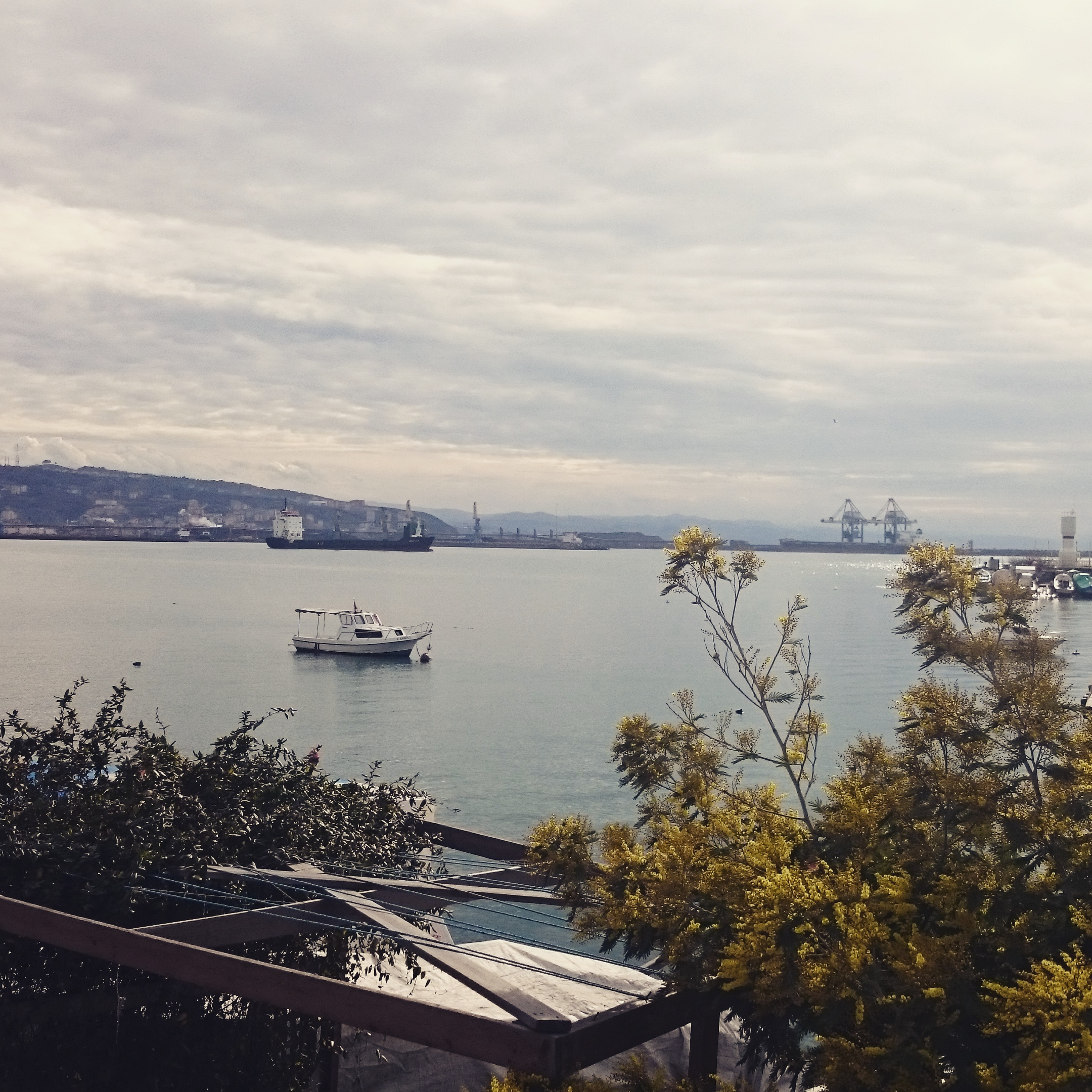
卡拉代尼茲埃雷利的海濱

卡拉代尼茲埃雷利是土耳其的城鎮，位於該國西北部黑海沿岸，由宗古爾達克省負責管轄，面積976平方公里，2010年人口174,750，人口密度為每平方公里179人。

## 外部連結
- Elif Otel
- Elif Otel
- EregliDTV.Net Web Pages, News in Kdz.Ereğli